# Agonum belleri
Agonum belleri är en skalbaggsart som beskrevs av Hatch. Agonum belleri ingår i släktet Agonum och familjen jordlöpare. Inga underarter finns listade i Catalogue of Life.